# Buick Rainier
O Rainier é um utilitário esportivo de porte médio da Buick.